# Hawker Hurricane
Pour les articles homonymes, voir Hurricane.
Le Hawker Hurricane fut le premier chasseur monoplan de la Royal Air Force. Il s'illustra en particulier lors de la bataille d'Angleterre, durant la Seconde Guerre mondiale. Un total de 14 583 exemplaires furent construits, utilisés par plusieurs forces aériennes alliées.

## Conception

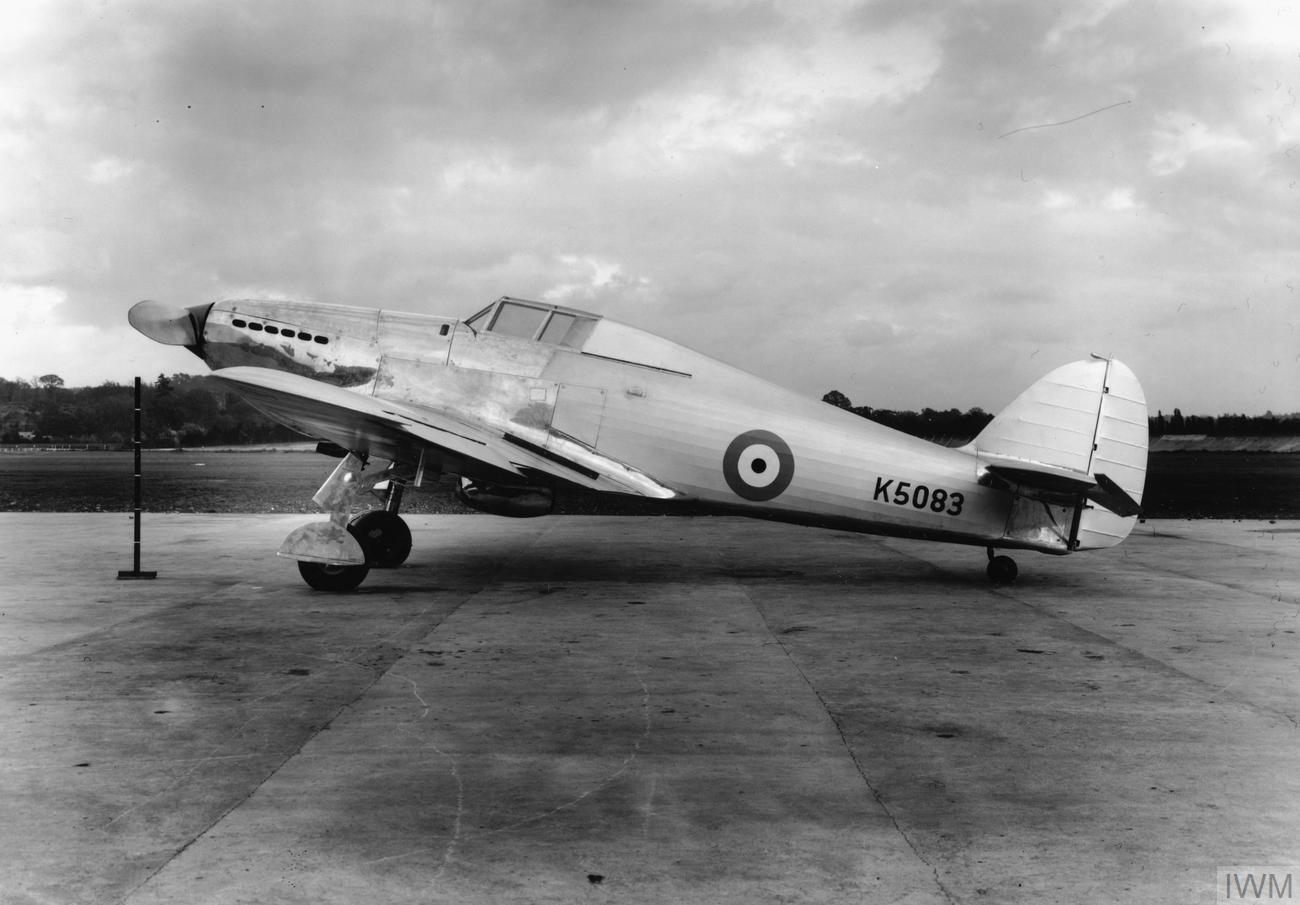
Le prototype du Hurricane avant son premier vol.

Le Hurricane est le successeur du Hawker Fury, intercepteur biplan monoplace datant de 1925. Le bureau d'étude de Hawker dirigé par Sydney Camm entreprend au début des années 1930 une évolution monoplan du Fury, reprenant la technique de fabrication qui faisait la réputation de Hawker : la moitié arrière du fuselage était une structure en tubes métalliques soutenant des entretoises et des longerons en bois et un entoilage, ce qui rendait cet appareil plus facile à produire et moins coûteux tout en étant aussi résistant que ses contemporains entièrement métalliques.
En 1934, pour répondre à la demande de la Royal Air Force qui manque cruellement d'un appareil assez rapide pour l'interception des bombardiers, le ministère britannique de l'Air émet, la F.7/30 Specification: demandant aux avionneurs britanniques de proposer un chasseur de nouvelle génération, capable de voler à 250 mph (400 km/h) et équipé de quatre mitrailleuses.
Hawker présente son projet de Fury monoplan propulsé par un moteur Rolls-Royce Goshawk qui est refusé par le ministère.
Camm propose un contre projet en septembre 1934, comprenant un train d'atterrissage rétractable, une verrière et propulsé par le nouveau moteur Rolls-Royce PV-12, (le futur Merlin). Le projet est retenu et fait l'objet par le ministère de l'Air, en janvier 1935 d'une nouvelle spécification F.36/34, avec huit mitrailleuses.
Le prototype K5083 du Hurricane effectue son premier vol le 6 novembre 1935, piloté par George Bulman (en). La RAF commande 600 exemplaires en juin 1936 dont les premiers exemplaires furent opérationnels au sein du Fighter Command dès Décembre 1936.
L'escadron 111 basé à Northolt reçut les premiers appareils. L'année suivante, les escadrons 3 et 56 reçurent à leur tour desHurricanes.
Contrairement au Supermarine Spitfire, sorti à peine quatre mois plus tard, le Hurricane n'évoluera pratiquement pas par la suite.

## Engagement

### Seconde Guerre mondiale
En 1939, au début de la Seconde Guerre mondiale, seulement 500 Hurricane sont en service. Ils seront 2 300 à la fin de la bataille d'Angleterre, dont 1 451 construits au Canada, les bombardements allemands les rendant difficiles à produire au Royaume-Uni. Pendant la bataille d'Angleterre, les Hurricane seront chargés de s'occuper des bombardiers allemands, le Spitfire plus performant s'occupant de son côté des chasseurs adverses. Par la suite, le Hurricane aura davantage un rôle de chasseur-bombardier, par exemple sur les plages de Dieppe, ou comme chasseur de char en Afrique du Nord.
L'Aéronavale utilisera aussi une version équipée de deux bombes de 114 kilos, appelée Hurribomber.

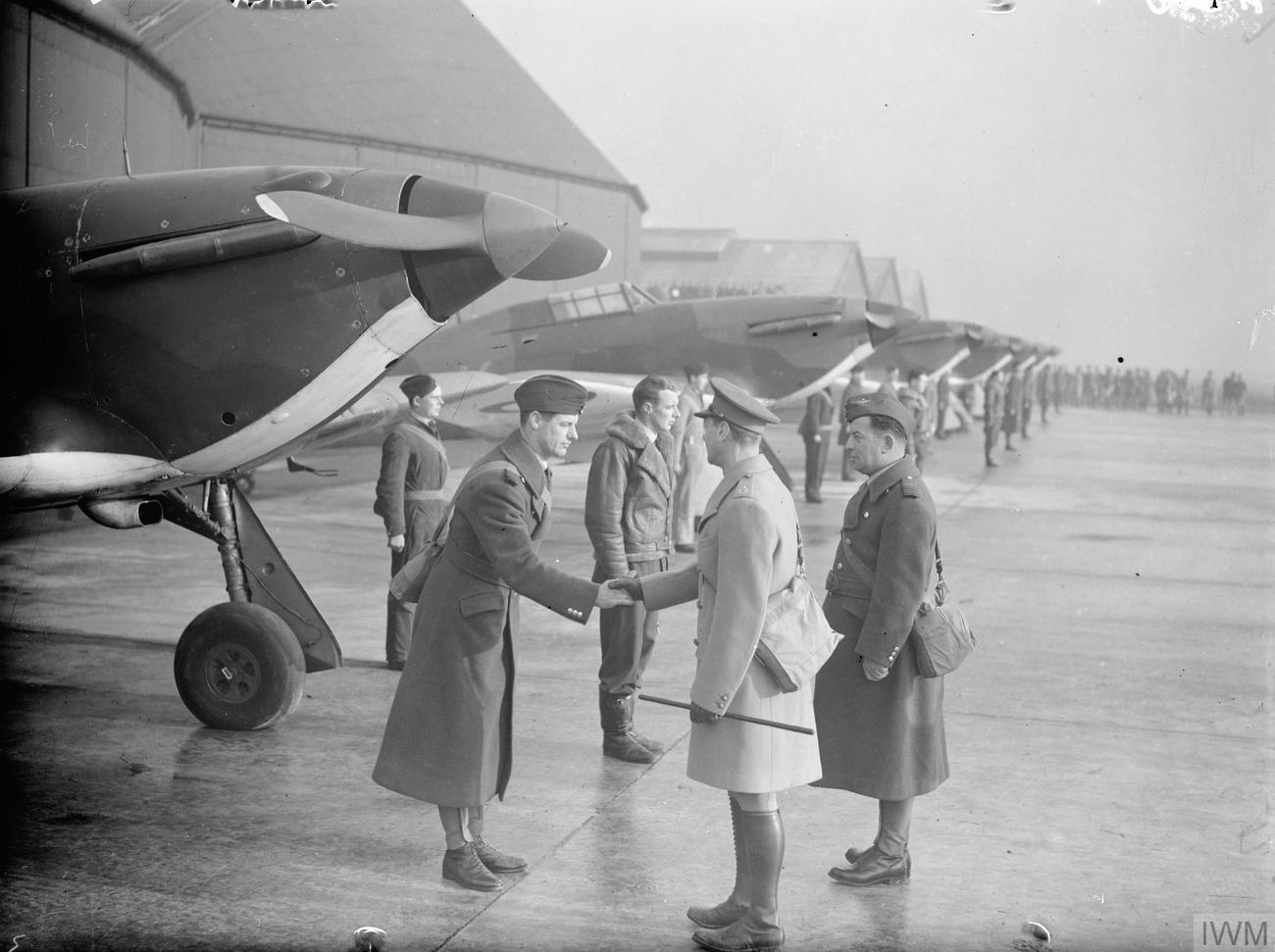
Mk.I du 87 Squadron avec l'hélice bipale à pas fixe, à Lille-Seclin (Nord, France) le 06 décembre 1939

#### Bataille de France
En réponse à une requête du gouvernement français de fournir un support aérien de 10 escadrons de combat, Hugh Dowding le commandant en chef du RAF Fighter Command insista sur le fait que ceci épuiserait sévèrement les défenses britanniques. Ainsi, seuls quatre escadrons de Hurricane (Nos. 1, 73, 85 et 87) furent relocalisés en France, préservant les Spitfire pour la défense du territoire britannique. Cependant, après l'arrivée de l'escadron no 73 le 10 septembre 1939 puis des trois autres peu après, les escadrons 607 et 615 les rejoignirent. En mai de l'année suivante, les escadrons 3, 79 et 504 renforcèrent le dispositif car le Blitzkrieg allemand concentrait son élan. Le 13 mai 1940, trente-deux Hurricane supplémentaires arrivèrent. Ainsi, les dix escadrons requis furent opérationnels sur le sol français. Au 17 mai, fin de la première semaine de combat, seulement trois des escadrons étaient encore pleinement opérationnels, mais malgré de lourdes pertes, les Hurricane parvinrent à détruire près du double d'appareils allemands.
Le 27 mai 1940, 13 appareils de l'escadron 501 interceptèrent 24 Heinkel He 111 escortés par 20 Messerschmitt Bf 110, et durant la bataille qui s'ensuivit, 11 Heinkels furent avérés abattus ou endommagés, avec de petits dommages pour les Hurricane.
À noter, les 15 Hurricane belges, livrés avant le gel des livraisons décidé par le gouvernement britannique (5 des 20 avions commandés ne seront jamais livrés). Tous sont dotés de l'hélice bipale à pas fixe et sont numérotés de H-20 à H-34. Une licence de construction était accordée à la Belgique pour 80 Hurricane fabriqués par la société Fairey à Gosselies (Charleroi). Un seul d'entre eux fut livré, codé H-42. Ils se différenciaient des Mk.I britanniques par leur armement : 4 mitrailleuses lourdes de 13,2 mm au lieu des 8 classiques de .303 (7,7 mm). Quatre matricules (H 35 à 39) furent appliqués à des avions de la RAF internés en Belgique entre novembre 1939 et mai 1940 (à la suite de divers atterrissages forcés en territoire neutre).
Onze Hurricane étaient disponibles à l'aube du 10 mai 1940. Tous furent mitraillés et incendiés par la Luftwaffe. Au 12 mai, plus aucun avion n'était opérationnel.

#### Bataille d'Angleterre
À la fin de juin 1940, après la défaite alliée, 31 des 61 escadrons de combats de la RAF étaient équipés avec des Hurricane. Officiellement, la bataille d'Angleterre s'étendit du 1er juillet 1940 au 31 octobre 1940, mais les plus gros combats survinrent du 8 août 1940 au 21 septembre 1940. Généralement, les Supermarine Spitfire interceptaient les chasseurs et laissaient les Hurricane abattre les bombardiers. Durant cette période, les Hurricane totalisèrent le plus grand nombre de victoires de la RAF, soit 55 % des 2 739 pertes allemandes, à comparer aux 42 % accordées aux Spitfire.

#### Front russe
Les Hurricane Mk.II jouèrent un rôle dans la défense aérienne en 1941 lorsque l'Union soviétique se retrouva sous la menace de l'armée allemande. En effet, celle-ci s'étendait de Leningrad / Moscou aux champs de pétrole au Sud. La décision des Britanniques d'envoyer des vivres par la mer à destination des ports du nord exposait les convois aux attaques de la Luftwaffe basée dans la Finlande voisine. Ainsi, il fut décidé de protéger les convois à l'aide de Hurricane Mk.IIb des Squadrons 81 et 134. Vingt-quatre d'entre eux furent transportés sur le HMS Argus et arrivèrent à Mourmansk le 28 août 1941 lors du convoi Dervish. Quinze autres appareils furent transportés sur des navires marchands. Aussi, en plus de leur mission principale, ils escortèrent des bombardiers russes. À partir d'octobre, l'attention ennemie sur la zone déclina. Les pilotes de la RAF entraînèrent les Soviétiques à opérer eux-mêmes les Hurricane. À la fin de l'année, le rôle de la RAF dans cette zone se termina. Mais ces avions furent les premiers des 2 952 avions acceptés par l'Union soviétique.

#### Guerre du désert
Pendant la seconde bataille d'El Alamein sur le théâtre d'Afrique du Nord, six escadrons de Hurricane chasseurs-bombardiers affirmèrent avoir détruit 39 chars, 212 camions et véhicules blindés, 26 camions-citernes, 46 canons, 200 véhicules variés et 4 dépôts d'essences et munitions. Ce fut effectué en 842 sorties avec la perte de 11 pilotes.

#### Birmanie, Singapour, et les Indes orientales néerlandaises

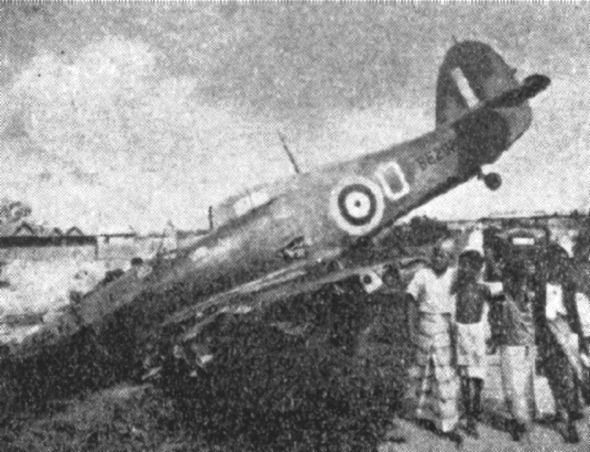
Hawker Hurricane Mk.II lors d’une attaque le 8 février 1942 pendant la bataille de Singapour

À la suite de la déclaration de guerre du Pacifique, 51 Hurricane sont envoyés vers Singapour avec 24 pilotes venant de cinq escadrons. Ils arrivent le 3 janvier 1942, lorsque les escadrons alliés engagés dans la bataille de Malaisie équipés de Brewster F2A Buffalo sont submergés par les forces aériennes japonaises, notamment grâce à leurs Ki-43 Hayabusa, dont les capacités stratégiques et le nombre avaient été sous-estimés.
Arrivés par conteneurs, les 51 Hurricane sont assemblés en 48 heures et prêts à être testés. 21 sont aptes au service en trois jours seulement grâce aux efforts de la 151e Unité de Maintenance. Ils souffrent cependant de problèmes de performance. Ils sont équipés de 12 mitrailleuses au lieu de huit, ce qui les rend plus lents à prendre de l’altitude et moins manœuvrables. Cependant ils sont plus efficaces avec leur puissance de feu.
Les pilotes récemment arrivés sont affectés au 232 Squadron RAF, et en addition, au 488(NZ) Squadron, qui était à l’origine un escadron de Buffalo converti en Hurricane. Le 18 janvier, les deux unités forment la base du RAF 266 group. Le 232 devient opérationnel le 20 janvier et endure les premières victoires et défaites de Hurricane dans l’est asiatique. Entre le 27 et le 30 janvier, 48 autres Hurricane (Mk.IIa) sont arrivés avec le porte-avions HMS Indomitable et ont volé vers les aérodromes P1 et P2 près de Palembang, Sumatra dans les Indes orientales néerlandaises.
En raison de systèmes d’alertes inadéquats, les Japonais ont pu détruire 30 Hurricane sur le terrain d’aviation de Sumatra, la plupart lors d’un raid le 7 février. Après l’invasion japonaise de Singapour le 10 février, les rescapés des escadrons 232 et 488 se replient sur Palembang.

### Aujourd’hui
En 2023, il ne reste que onze Hurricane en état de vol, dont six au Royaume-Uni.
- la Royal Air Force maintient le Mk.IIc LF363 en état, à RAF Coningsby dans la région du Lincolnshire, pour les grandes cérémonies comme les anniversaires de la bataille d'Angleterre. L'appareil fait partie de la Battle of Britain Memorial Flight (Escadrille commémorative de la bataille d'Angleterre).

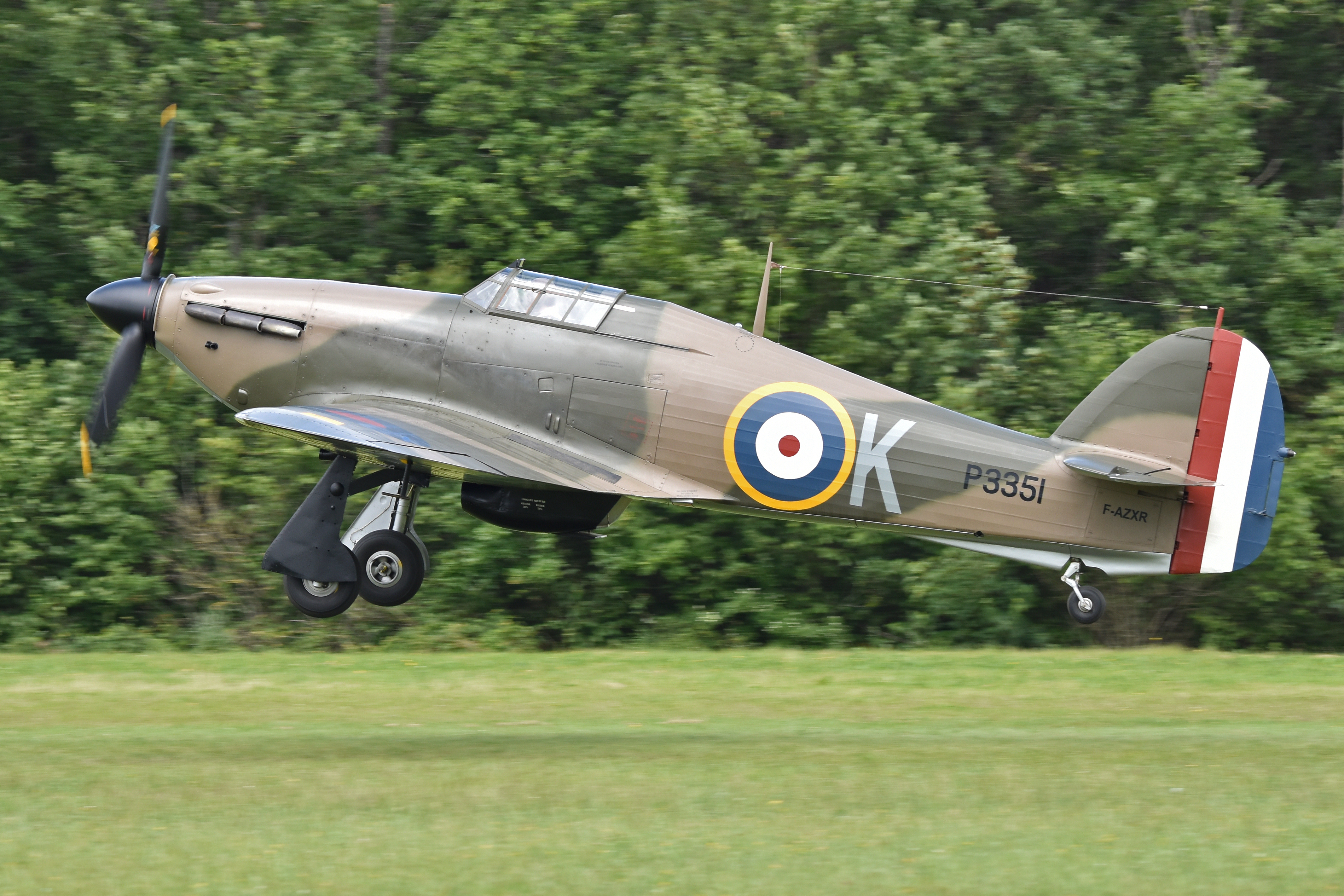
Hawker Hurricane IIa ‘P3351 K’ (F-AZXR) en 2019

- Le Hurricane Mk.IIa P3351 (immatriculé F-AZXR, anciennement ZK-TPK) était à l'origine un Mk.I P3351. Il a été livré à la RAF et s'est écrasé près de Prestwick le 21 juillet 1940. Reconstruit sous le type Mk.IIa DR393, l'avion a été livré à l'armée de l'air soviétique en mai 1941, servant pendant environ deux ans avant de s'écraser près de Mourmansk, Russie en 1943. Il a finalement été restauré en tant que Mk.IIc au Royaume-Uni de 1992 à 1995. Il a été transféré en Nouvelle-Zélande en 1995 et acquis par le New Zealand Fighter Pilots Museum (en), reconstruit dans son état d'origine. Identifié comme P3351 à Wanaka, Nouvelle-Zélande. Son premier vol après restauration a eu lieu à Christchurch le 12 janvier 2000[8]. Le 10 février 2013, il a été acheté par Jan Roozen de la collection Alpine Fighter via Platinum Fighter Sales et expédié en France ; il est arrivé au Havre le 30 mars 2013 et a été conduit au Service de Restauration Aéro à Dijon pour remontage ; il a été immatriculé F-AZXR le 14 mai 2013[9].

Le dernier accident en date d'un Hurricane s'est produit en République tchèque le 14 août 2022 (Mk IV KZ321 immatriculé OO-HUR), tuant le pilote.

## Variantes
Les versions sont appelées Mk. (Mark) suivi de la référence

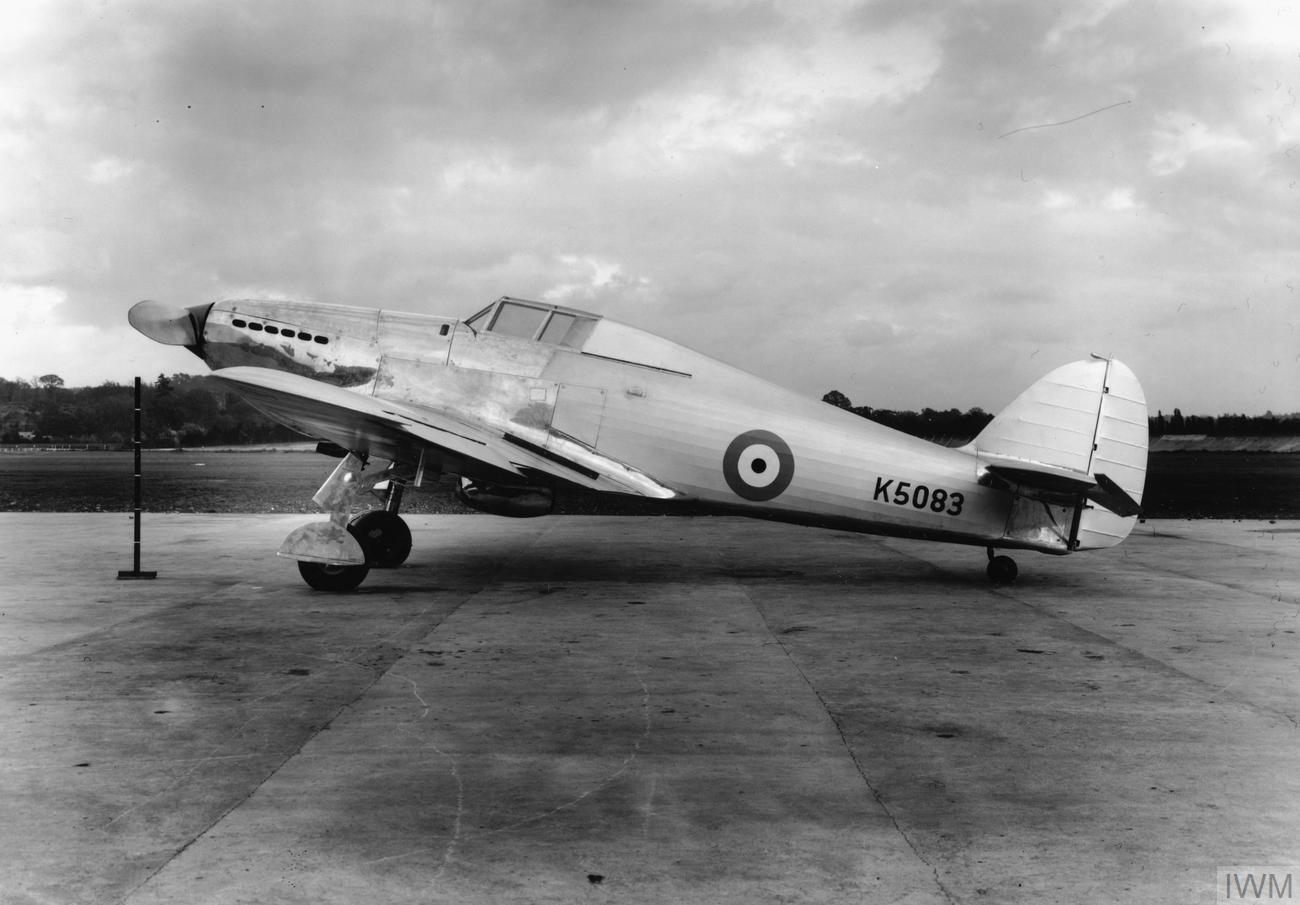
K5083, le prototype, photographié avant son premier vol en novembre 1935

### Versions britanniques
Prototype F.36/34
Un seul prototype fut produit ; le « K5083 ». Il disposait d'un moteur Merlin C de 1 025 ch. Premier vol le 6 novembre 1935. Équipé par la suite de huit mitrailleuses.
Hurricane Mk.I
Première version produite, avec ailes au revêtement entoilé, hélice bipale en bois à pas fixe et moteur Rolls-Royce Merlin II ou III. L'avion est armé de huit mitrailleuses Browning 7,7 mm. Il fut produit entre 1937 et 1939.
Hurricane Mk.I (revised)
Version révisée du Hurricane I avec une hélice tripale Rotol à pas variable. Les ailes sont recouvertes de métal. En 1939, la RAF commanda 500 unités pour former la colonne vertébrale des escadrons.

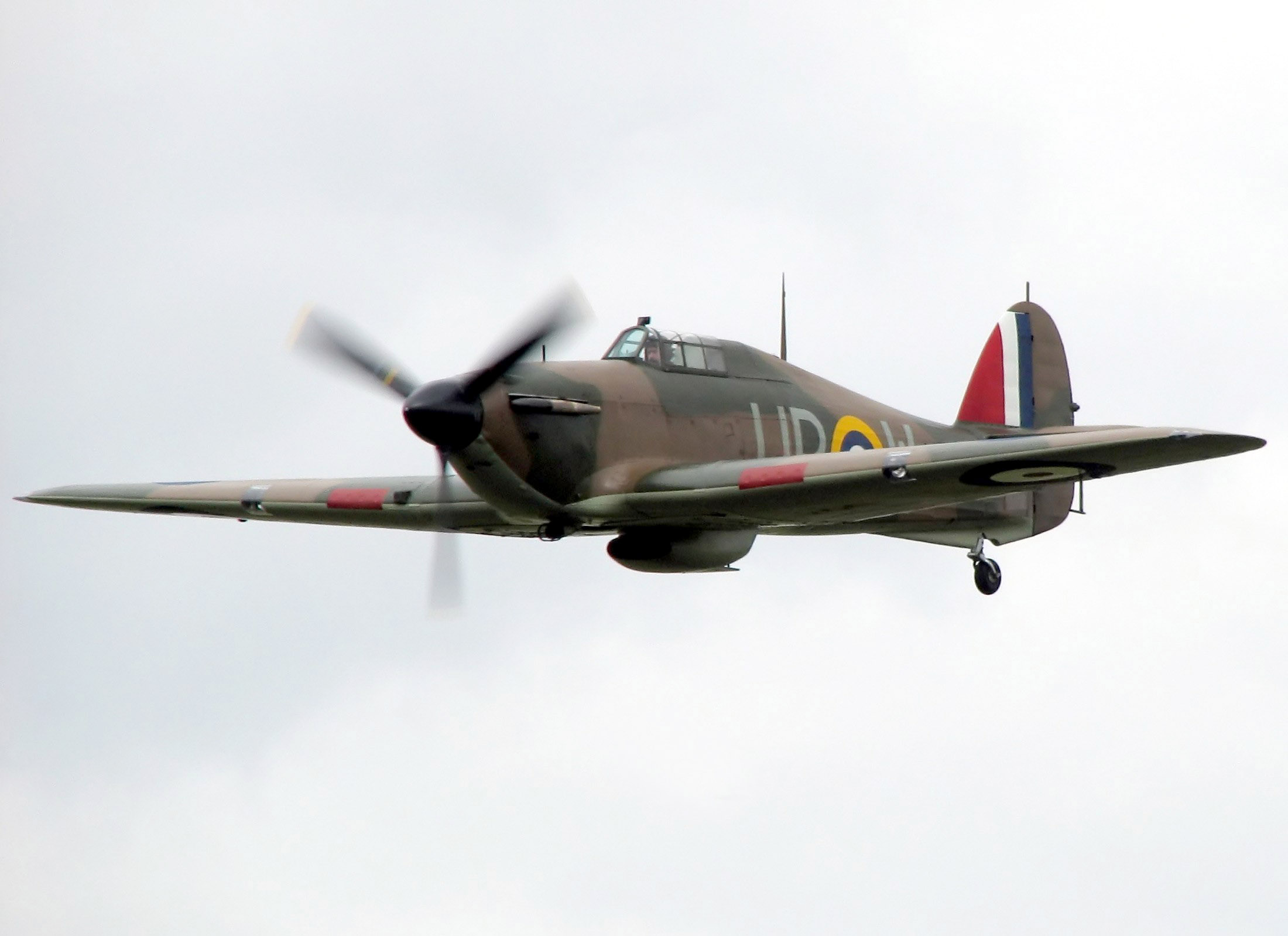
Hurricane Mk.I (R4118) en vol, aout 2006
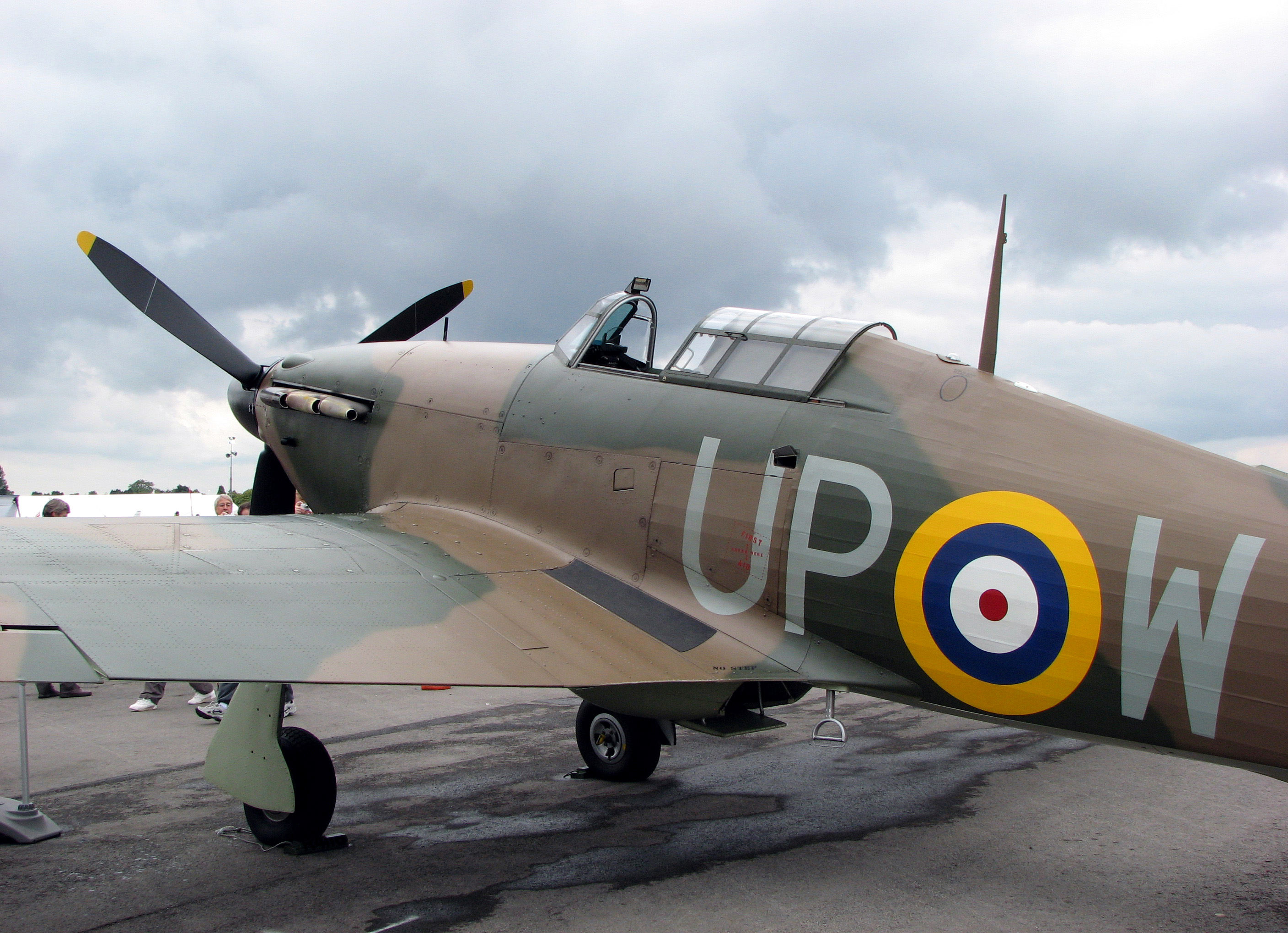
Hurricane Mk.I (R4118), aout 2006

Hurricane Mk.IIa Series 1
Hurricane I propulsé par un moteur Merlin XX, avec un nez légèrement plus long que la version précédente. Premier vol le 11 juin 1940 et prise de service dans les escadrons en septembre 1940.
Hurricane Mk.IIb (Hurricane IIa Series 2)
Hurricane Mk.IIa Series 1 équipé d'une casserole d'hélice légèrement plus longue et des ailes supportant douze mitrailleuses Browning 7,7 mm et autres charges supplémentaires comme des réservoirs additionnels ou des bombes. La première unité fut produite en octobre 1940, et renommée Mk.IIb en avril 1941.

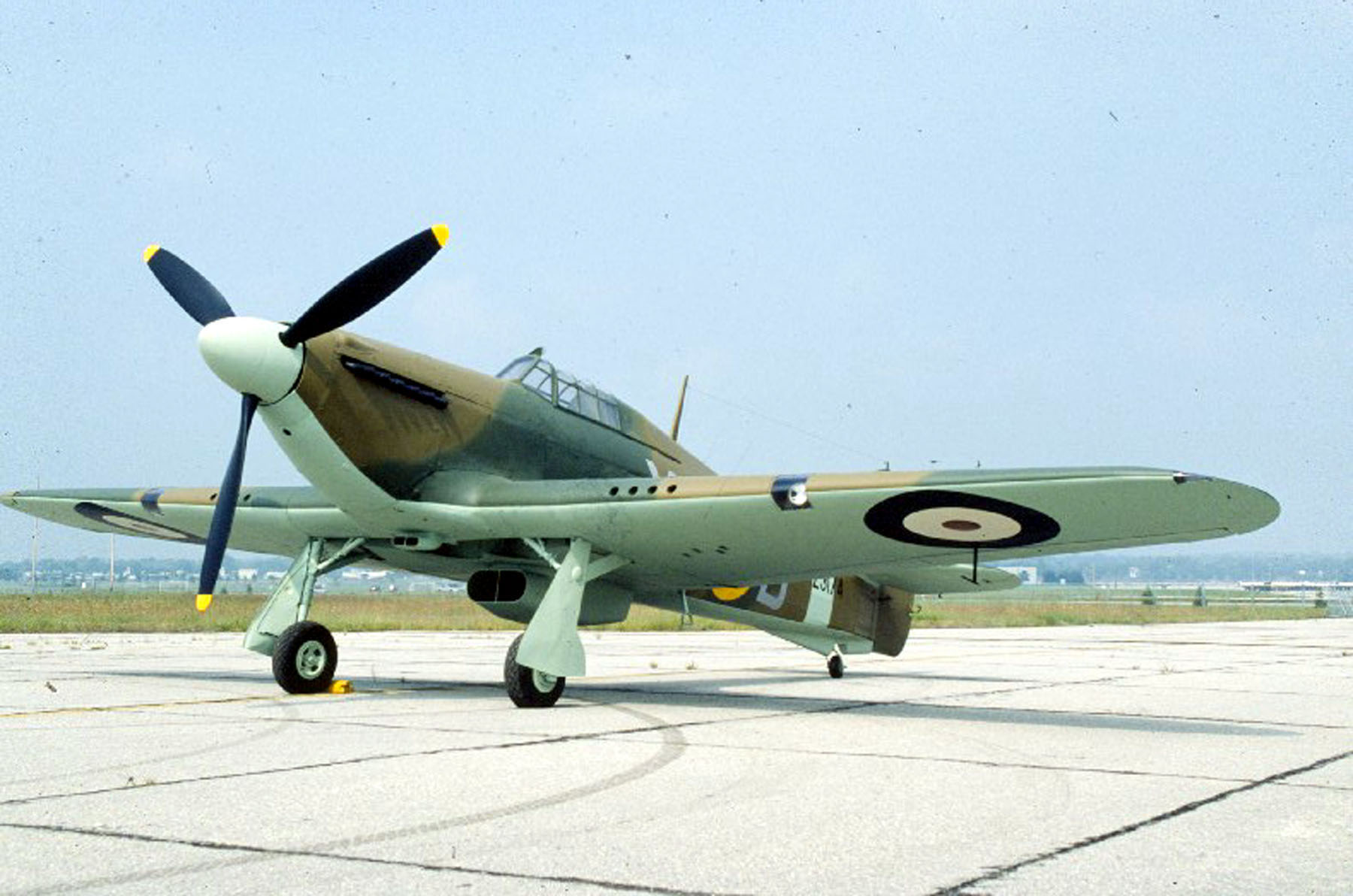
Hawker Hurricane Mk.IIa
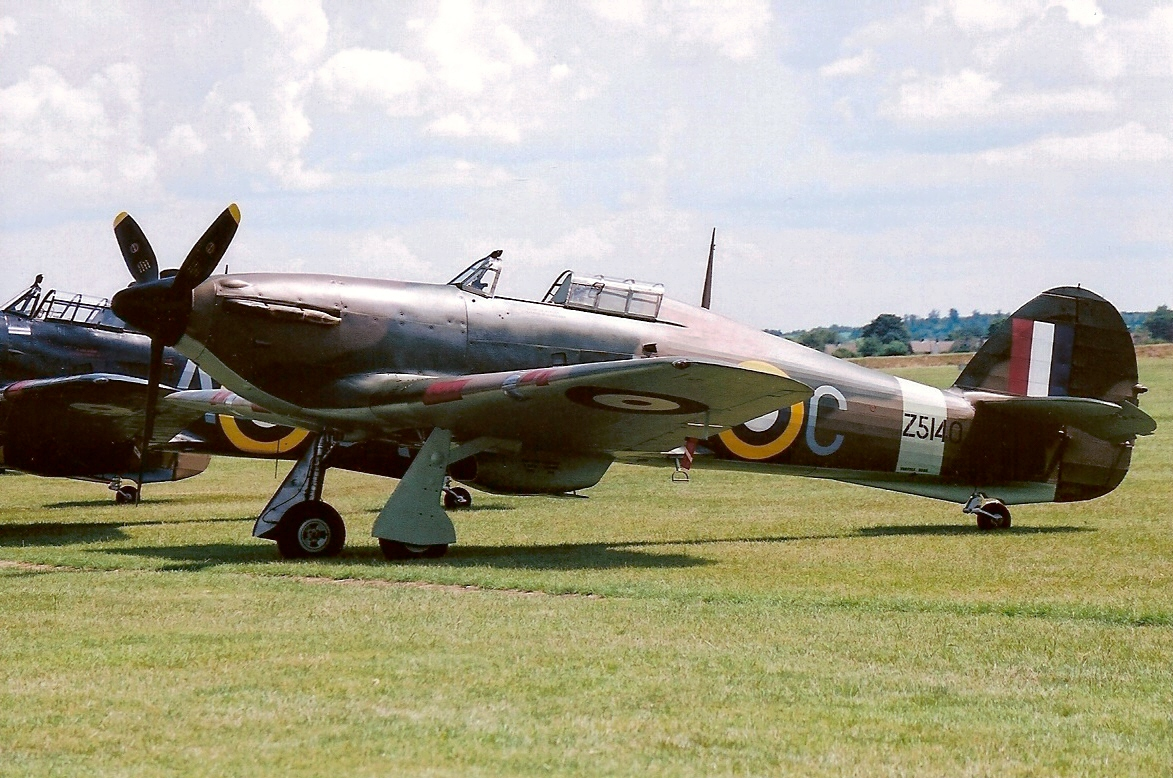
Hawker Hurricane Mk.IIb Z5140

Hurricane Mk.IIb Trop.
Les Hawker Hurricane Mk.IIb dédiés à l'engagement en Afrique du Nord furent « tropicalisés ». Ils étaient équipés de filtres à poussière et les pilotes étaient pourvus de kit de survie en milieu désertique.
Hurricane Mk.IIc (Hurricane IIa Series 2)
Hurricane Mk.IIa Series 1 équipé avec une casserole d'hélice légèrement plus longue et des ailes supportant quatre canons Hispano Mk II de 20 mm. En juin 1941, le Hurricane Mk.IIa Series 2 devint Mk.IIc. L'avion inclut un emplacement pour deux bombes 250 lb (114 kg), ou 500 lb (227 kg) et par la suite des réservoirs d'essence. Ainsi, il devint en raison de ses performances diminuées un avion d'attaque au sol d'où il tira le surnom de Hurribomber. La version Mk.IIc servit également comme chasseur de nuit avec une livrée noire.
Hurricane Mk.IId
Cette version est un Hurricane Mk.IIb armé de deux canons antichars de 40 mm ainsi qu'une mitrailleuse Browning sous chaque aile. Le premier Mk.IId vola le 18 septembre 1941. Il fut livré en 1942.
Hurricane Mk.IIe
Une modification des ailes fut introduite sur cette version. Les modifications furent assez amples pour changer de « mark ». Ainsi Le Mk.IIe fut produit à 250 exemplaires et fut ensuite renommé en Mk IV.
Hurricane Mk.T.IIc
Une version biplace d'entraînement du Mk.IIc. deux unités furent produites pour l'Iran.
Hurricane Mk.III
Une version du Hurricane II doté d'un moteur Merlin construit par Packard.
Hurricane Mk.IV
Le dernier changement majeur appliqué sur le Hurricane fut de « rationaliser » les ailes. Elles furent configurées pour être universelles ; c'est-à-dire pour pouvoir monter 2 bombes, 2 canons ou 8 roquettes selon les besoins. Le nouveau design incorporait aussi un moteur amélioré Merlin 24 ou 27 de 1 208 ch, équipé de filtres à poussière pour les opérations dans le désert.

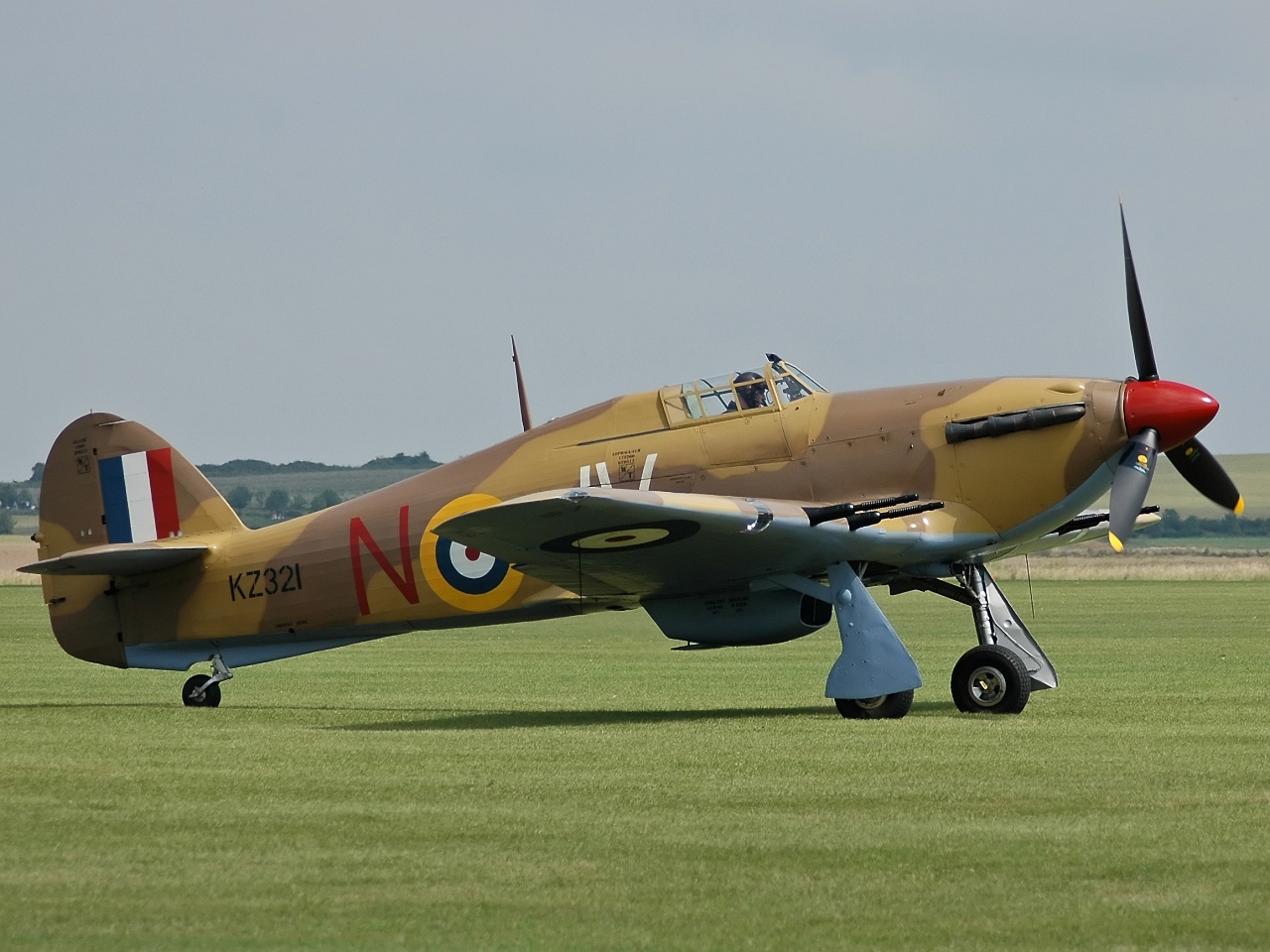
Hawker Hurricane Mk.IV KZ321
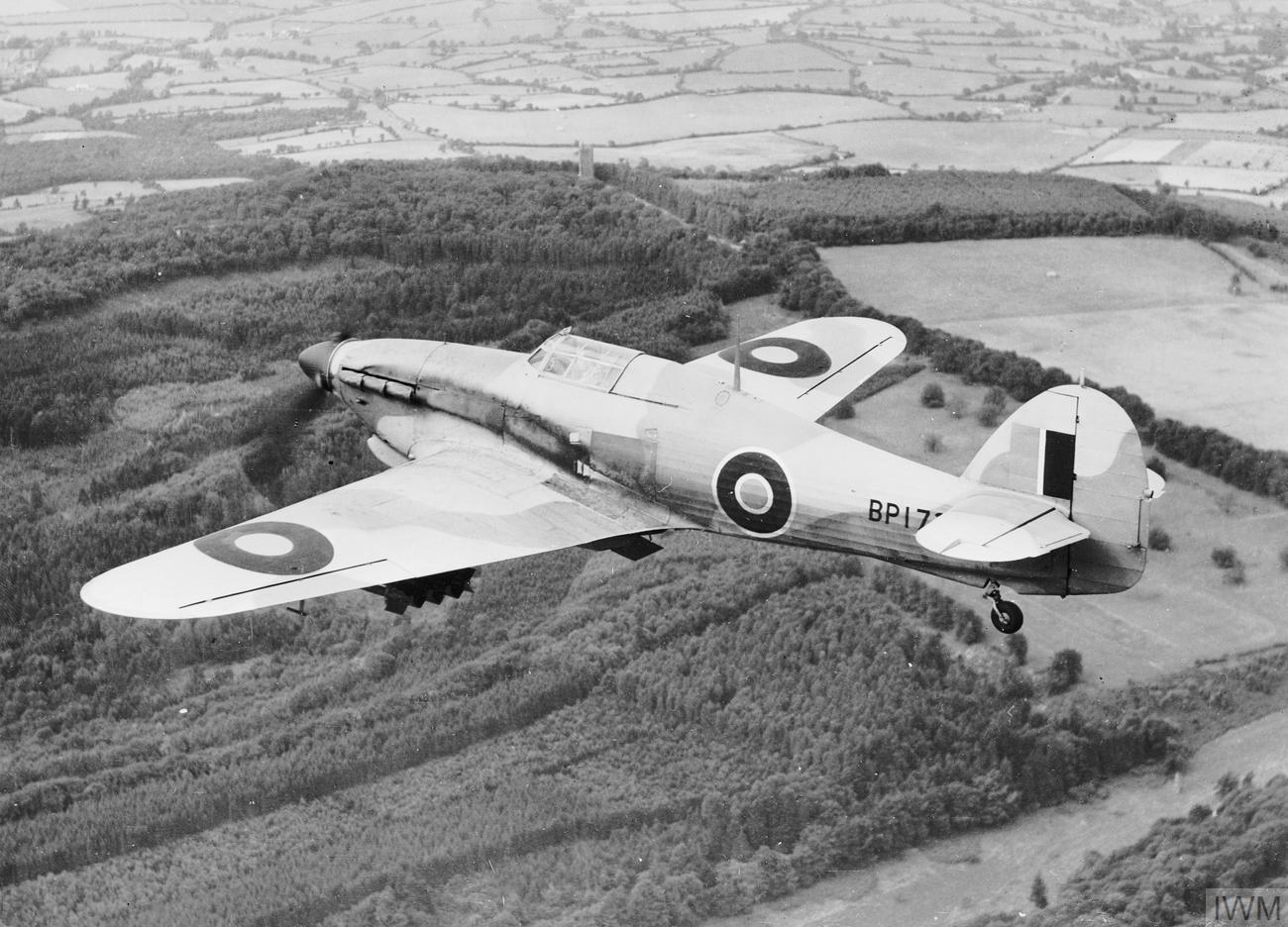
Hurricane Mk.IV, armé avec des roquettes RP-3

Hurricane Mk.V
Deux prototypes Hurricane IV furent équipés avec un moteur Merlin 32 et une hélice à quatre pales Rotol.

### Versions canadiennes
Une partie de la production du Hurricane fut réalisée au Canada par la Canada Car and Foundry Co Ltd.
De 1939 à 1945, 3 000 femmes ont rivé, soudé et foré avec précision pour produire 1 451 Hawker Hurricanes et 835 Curtiss Helldivers:
« Riveuses du Nord » (1999), de Kelly Saxberg, 46 min
Canada Car and Foundry Co Ltd
Canada Car and Foundry Co Ltd
Hurricane X
Propulsé par un moteur Merlin 28 de fabrication Packard (1 300 ch). Armé de huit mitrailleuses Browning (7,7 mm) sur les ailes. Au total, 490 furent construits.
Hurricane XI
150 furent construits.
Hurricane XII
Propulsé par un moteur Merlin 29 de fabrication Packard (1 300 ch). Initialement, armé de douze mitrailleuses Browning (7,7 mm), puis plus tard, remplacés par quatre canons Hispano Mk II (20 mm).
Hurricane XIIA
Propulsé par un moteur Merlin 28 de fabrication Packard (1 300 ch). Armé de huit mitrailleuses Browning (7,7 mm).

### Versions navalisées, Sea Hurricane
Sea Hurricane Mk.Ia
Le Sea Hurricane Mk.Ia est un Hurricane Mk.I modifié par General Aircraft Limited pour être transporté par des CAM ships : Catapult Aircraft Merchant, navire cargo équipé de catapulte. Les Sea Hurricane sont adoptés par les convois maritimes pour se protéger contre les attaques de l’aviation ennemie. Après avoir effectué leurs missions, les pilotes devaient sauter en parachute ou amerrir car les CAM ship n'étaient pas capables de les récupérer. Ils furent surnommés Hurricat.
Sea Hurricane Mk.Ib
Les Hurricane Mk.IIa Series 2 étaient équipés pour être récupérés par les navires. Ils furent transportés par des MAC ship (en)s : Merchant Aircraft Carrier, des navires cargos munis d'un pont d'envol dont on pouvait décoller et atterrir. Un total de 340 appareils furent convertis.
Sea Hurricane Mk.Ic
Les Hurricane Mk.IIB et Mk.IIc étaient également conçus pour être récupérés et équipés de quatre canons. À partir de février 1942, 400 appareils furent convertis.
Sea Hurricane Mk.IIc
Hurricane Mk.IIc, 400 appareils furent convertis.
Sea Hurricane Mk.XIIa
Hurricane Mk.XIIa converti en Sea Hurricane de fabrication canadienne.

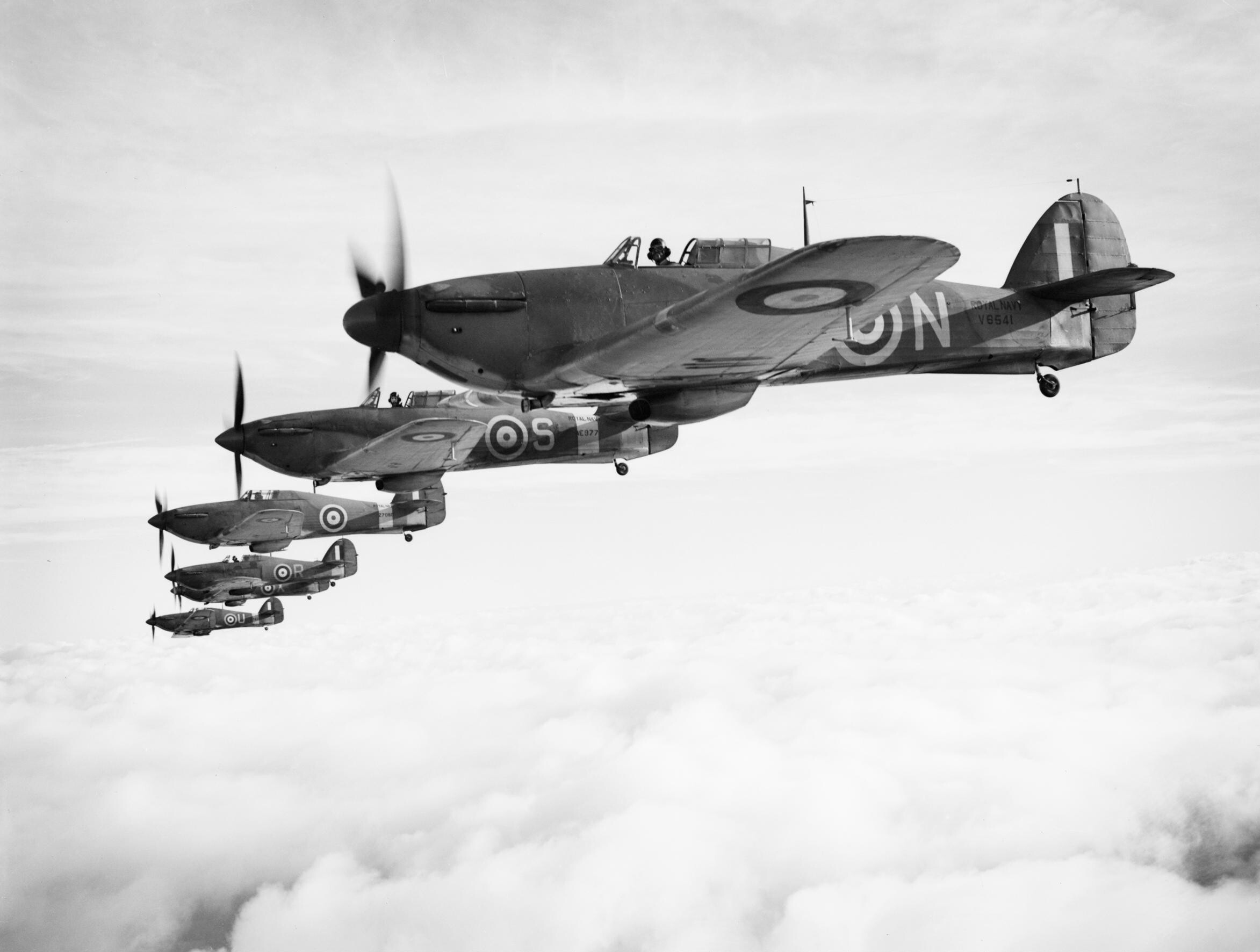
Sea Hurricane Mk.Ib en formation, décembre 1941
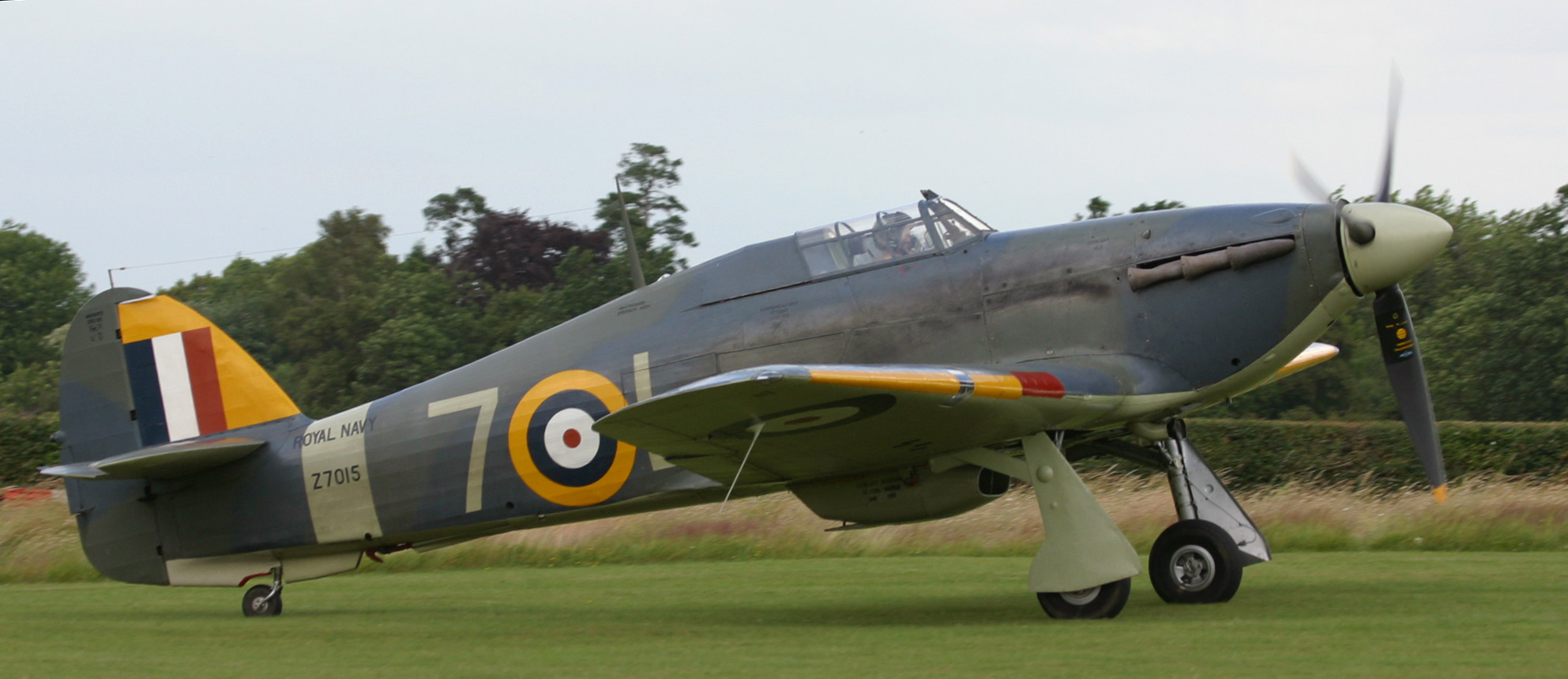
Sea Hurricane
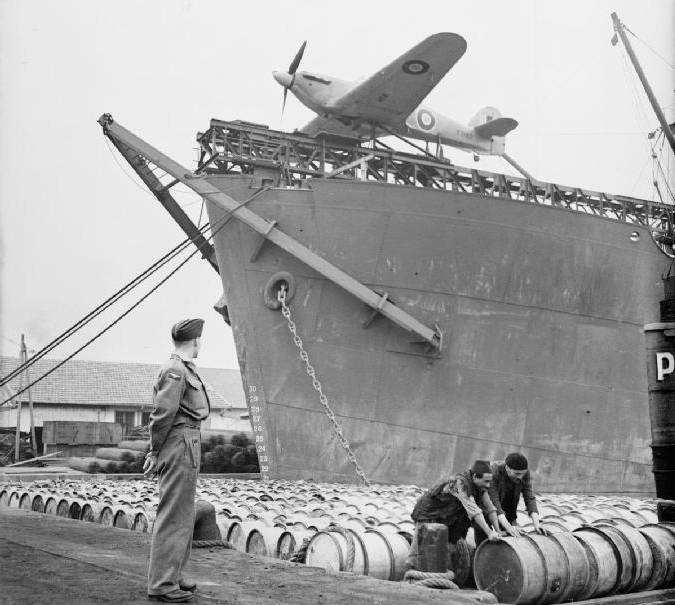
Sea Hurricane sur un CAM ship
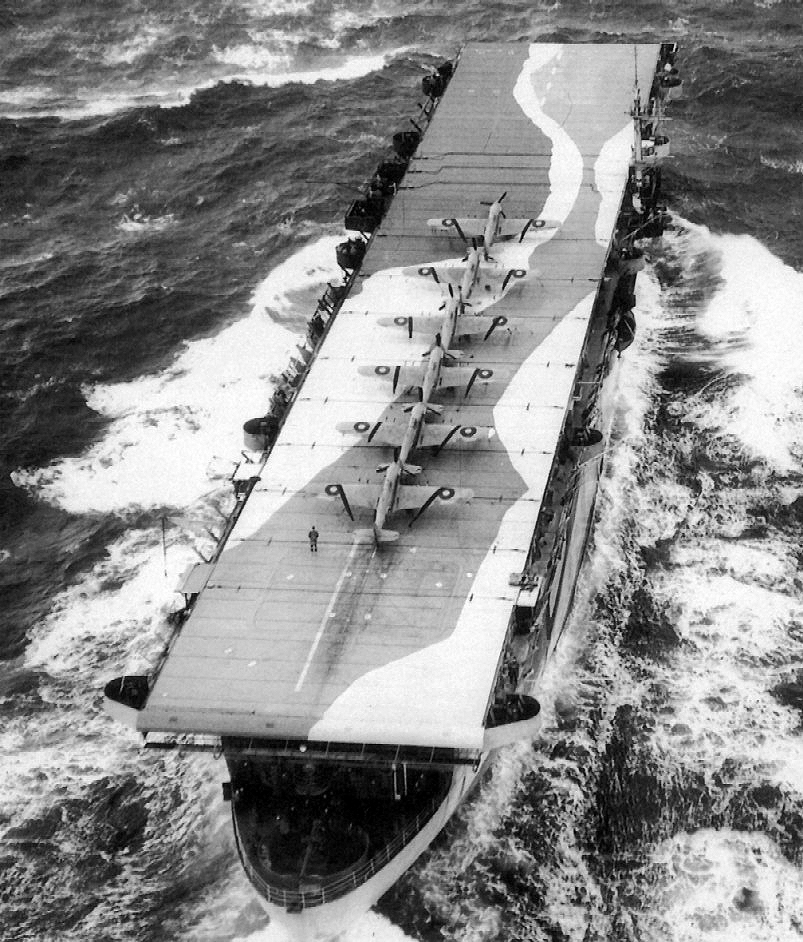
Le HMS Avenger en 1942 avec 6 Sea Hurricane Mk.IIc sur le pont d'envol.

### Armement

#### Mitrailleuses et canons
- Mk. I - 8 mitrailleuses Browning (7,7 mm)
- Mk.IIa - 8 mitrailleuses Browning (7,7 mm)
- Mk.IIb - 12 mitrailleuses Browning (7,7 mm)
- Mk.IIc - 4 canons Hispano Mk II (20 mm)
- Mk.IId - 2 canons Vickers Type S (40 mm) pour la lutte anti-char

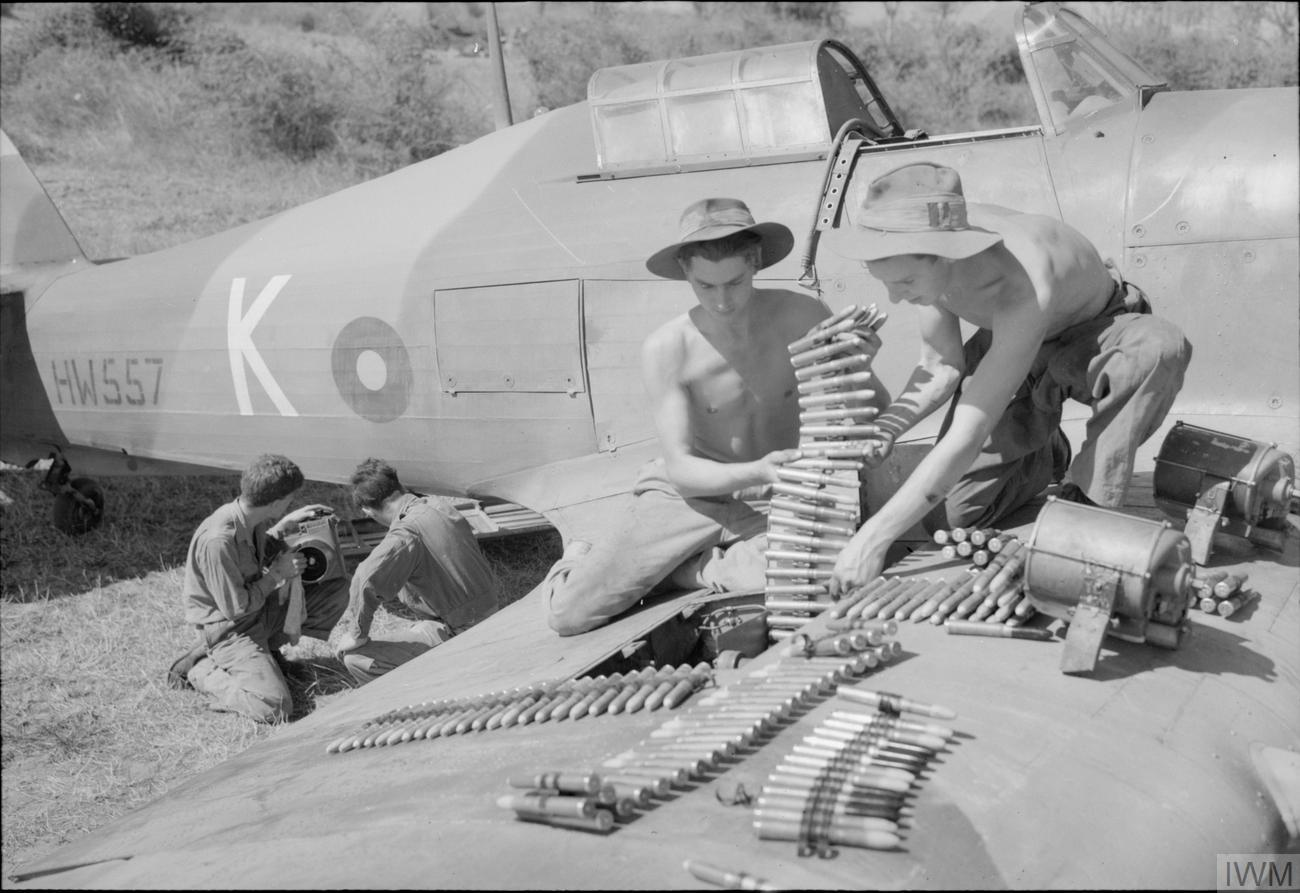
Rechargement des munitions 20 mm des canons d'ailes Hispano-Suiza HS-404 durant la Campagne de Birmanie, sur un avion s'apprêtant à une sortie de reconnaissance armée, vers 1943.

#### Bombes
- Mk.IIc - 2 bombes [250 lb (114 kg), ou 500 lb (227 kg)]
- Mk.IId - 2 bombes [250 lb (114 kg), ou 500 lb (227 kg)]

## Opérateurs
- Union d'Afrique du Sud
- Reich allemand : appareils capturés
- Australie
- Belgique : 20 commandés - 15 livrés, plus 4 internés avant mai 1940. Un seul livré sur les 80 appareils prévus par la licence de construction signée. Version belge armée de 4 mitrailleuses lourdes de 13,2 mm.
- Canada
- Royaume d'Égypte
- France
- Finlande : 12 Hurricane d’occasion furent acquis entre le 21 et le 26 février 1940 durant la guerre d'Hiver. Livrés par voie aérienne, l’un d’eux fut perdu en heurtant une montagne près de Stavanger à cause du mauvais temps. Les onze autres arrivèrent du 7 au 10 mars 1940.
- Royaume de Grèce
- Raj britannique
- Iran
- Irlande : ~ 20 dans le Corps aérien irlandais
- Royaume d'Italie : 2 capturés
- Empire du Japon : 2 capturés
- Pays-Bas Indes orientales néerlandaises
- Nouvelle-Zélande
- Norvège
- Pologne
- Portugal
- Royaume de Roumanie
- Union soviétique
- Turquie
- Royaume-Uni
- Royaume de Yougoslavie
- Yougoslavie

### Aéronefs comparables
- Bloch MB.152
- Curtiss P-36
- Curtiss-Wright CW-21
- Fiat G.50
- Focke-Wulf Fw 190
- IAR-80
- Macchi MC.200
- Messerschmitt Bf 109
- Mitsubishi A6M Zero
- Nakajima Ki-43
- Reggiane Re.2000
- Rogožarski IK-3
- Seversky P-35